# (433) Eros
(433) Eros és un asteroide anomenat així en memòria del déu grec de l'amor Eros.
El 31 de gener de 2012, (433) Eros, el segon objecte proper a la Terra més gran en seguiment (mesura 13 x 13 x 33 quilòmetres) passà a 0,1790 unitats astronòmiques (26.780.000 quilòmetres, 16.640.000 milles) de la Terra. La NASA estudia Eros amb la sonda NEAR Shoemaker llançada el 17 de febrer de 1996.